# Asterechinus
Asterechinus is een geslacht van zee-egels uit de familie Trigonocidaridae.

## Soorten
- Asterechinus elegans Mortensen, 1942